# 山田鶏卵
株式会社山田鶏卵（やまだけいらん）は、山形県米沢市にある企業。

## 概要
1956年（昭和31年） 4月から雛販売（ひよこの販売）業務開始。4年後の1960年（昭和35年）4月に雛販売業務に加え鶏卵業務を開始。その5年後である1965年（昭和40年）4月に鶏卵販売専門店となった。1975年（昭和50年）4月、株式会社山田鶏卵を設立した。“たまご家のリッツカールトンをめざして”という理念を掲げている。

## 生産品

### 鶏卵
『紅花たまご』と題した鶏卵が生産及び販売されている。商品の売りの一つであるこの卵はHACCPの思考を取り入れた衛生管理を行っており、温水で卵の表面をきれいに洗浄し、その後紫外線と塩素で卵を殺菌することで安全性を向上している。鶏の飼育は飯豊連峰（最上川）の伏流水と清らかな空気の中で行っている。最上川の伏流水の水はイオン化させ、鶏の体に吸収しやすくしている。エサには天然成分の地養素（ブナの木のエキス、木酢液等）や、抗酸化作用のある山形の県花としても知られる紅花、米ぬかを与え、乳酸菌の摂取により鶏の腸内環境を整えている。これにより生臭みが少ない卵を生産することができるという。
鶏にストレスを与えない環境づくりも心掛けており、鶏舎の掃除を毎日欠かさず1日4時間かけており、1日2回1羽1羽を目で確かめ鶏の体調管理を徹底している。また、その日に産んだたまごはその日の内に発送をしている。

### 米
山田鶏卵では米の収穫及び販売も行っている。化学農薬や化学肥料の使用を通常の半分以下に抑えた特別栽培米を生産しており、オフシーズンの土作りから始まり、吾妻連峰と飯豊連峰に囲まれている盆地特有の1日の気温の寒暖差の環境のもと米の育成が行われる。つや姫、コシヒカリ、はえぬきのブランド米を製造している。

### その他商品
紅花たまごに合うカレーとして作られたコク旨キーマカレーや、米沢牛黄木のハンバーグセットも販売されている。

## その他
2005年、飼育管理から飼料管理まで自社で責任を持って行えるようにと直営農場の山田ガーデンファームを山形県の東置賜郡川西町に設立した。紅花たまごなどの製品は直営農場で行われている。農場飼養羽数は97,000羽で、1日約8万5000個の卵を生産している。
2012年には山田ガーデンファーム直営カフェのufu uhu garden（ウフウフガーデン）をオープンさせた。卵をフランス語で書くと"œuf"であり、ウフ（ufu/uhu）と発音。これを日本語の「うふふ」ともじって付けられた。最初は直売所だけのつもりだったが、卵を使った料理やスイーツで多くの人に卵の美味しさを実感したいとの趣旨からカフェとしてオープンした。アンテナショップufu ufu farm（ウフウフファーム）も隣接して建設されている。